# 関根正和
関根 正和（せきね まさかず、1948年 - ）はアメリカロサンゼルス在住の実業家・食文化評論家。米国帰化市民。SEKAI Electronics, Inc.創業者。ペンネームはミスター世界。

## 人物
東京都出身。母は徳川宗家第十七代当主で元貴族院議長の徳川家正の三女徳川順子。
1970年慶應義塾大学工学部電気工学科卒業、1972年同大学大学院修士課程修了。1982年軍事民間警察用途の航空機車両等に搭載するビデオカメラやレコーダーのメーカー、SEKAI Electronics, Inc.を設立する。
1980年代から、ミスター世界のペンネームで世界の食文化評論家としてロサンゼルスの日本語テレビ、ラジオ、情報誌で活動。現在はロサンゼルス、ハワイ、サンディエゴ、シアトル/ポートランドで配布されている日本語情報誌Lighthouseに執筆中。ライトハウス（Takuyo社刊）ミスター世界の食文化紀行
世界250ヵ国以上の国と地域を訪問した Traveler's Century Club

## 著書
- ビジネス英会話の基本（ジャパンタイムス）
- 仕事で使える英会話（三修社）
- 非ネイティブのビジネス英会話（ピエブックス）
- 非ネイティブの旅行英会話（ピエブックス）